# Ducato di Arenberg
Arenberg (denominata anche Aremberg o Ahremberg) fu una contea, un principato ed infine un ducato storico collocato nell'attuale Germania. Gli Arenberg sono una delle principali famiglie aristocratiche del Belgio.

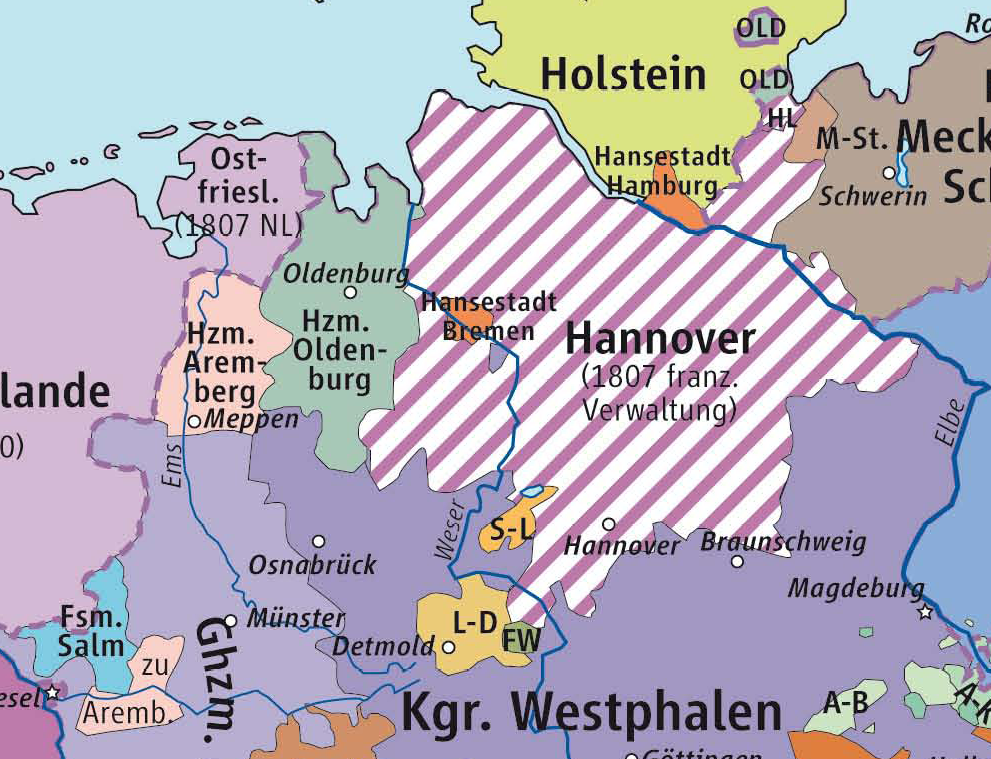
Il ducato dopo essere stato traslocato da Napoleone

## Storia

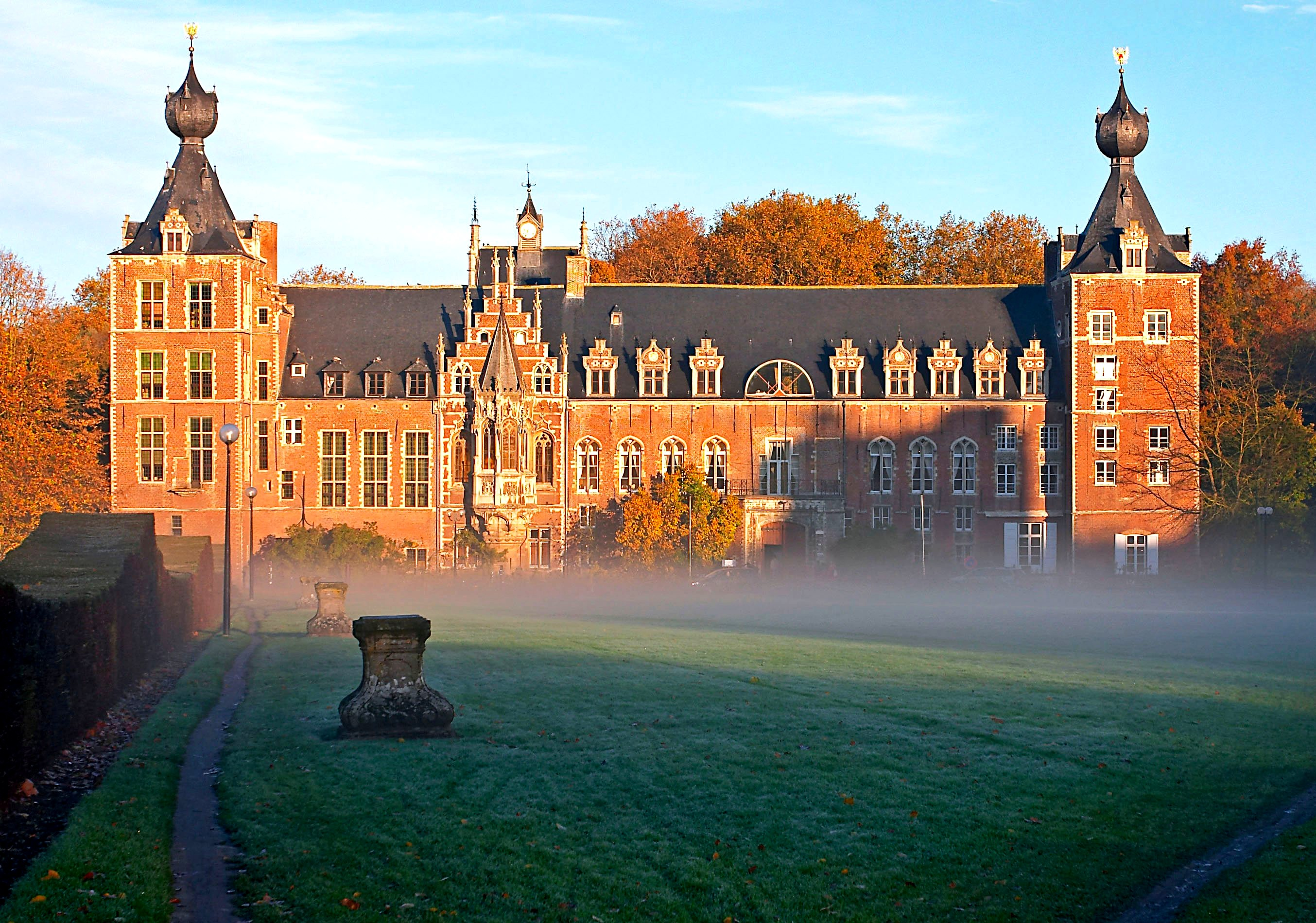
Il Castello di Arenberg, oggi sede dell'Università Cattolica di Lovanio

Menzionata per la prima volta nel XII secolo, prese il nome dal villaggio di Aremberg nell'attuale circondario di Ahrweiler, nella Renania-Palatinato.
Aremberg era originariamente una contea. Essa divenne uno stato del Sacro Romano Impero (reichsunmittelbar) nel 1549, elevato a principato sovrano nel 1576, ed infine a ducato nel 1645.
I possedimenti territoriali di Arenberg si espansero nel tempo. Attorno al 1789 il Ducato si collocava nella regione dell'Eifel, sulla riva occidentale del Reno, e comprendeva tra le altre le città di Aremberg, Schleiden e Kerpen.
Ad ogni modo, anche se il Ducato era compreso nella Germania, dal XV secolo in poi, le terre principali dei duchi di Arenberg erano nel territorio dell'attuale Belgio.
Il ducato pre-napoleonico aveva un'area di 413 km² e una popolazione di 14.800 abitanti. Esso era compreso nel Circolo del Basso Reno-Vestfalia, e confinava con il Ducato di Jülich, con l'Arcivescovato di Colonia, con l'Arcivescovato di Treviri e con la Contea di Blankenheim.
Dopo l'occupazione francese della riva occidentale del Reno attorno al 1798 (vedi Trattato di Campo Formio e Trattato di Lunéville) il Duca di Arenberg ricevette nuovi territori grazie al Reichsdeputationshauptschluss del 1803: la Contea di Vest Recklinghausen (già dell'Elettorato di Colonia) la Contea di Meppen (già del principato vescovile di Münster) e nel 1808 la Signoria di Dülmen (già del Casato di Croÿ) .
Arenberg aderì alla Confederazione del Reno indetta da Napoleone, il quale comunque non lo salvò dalla perdita dell'autonomia territoriale nel 1810, con l'annessione di Dülmen e Meppen alla Francia e l'annessione di Recklinghausen al Ducato di Berg.
Dopo la sconfitta di Napoleone 1814 e lo scioglimento della Confederazione del Reno i territori del vecchio ducato di Arenberg furono suddivisi tra il Regno di Prussia ed il Regno di Hannover. I duchi divennero formalmente dei feudatari dei re di Prussia e di Hannover.
Nel 1826, il territorio di Arenberg appartenente all'Hannover prese il nome di Ducato di Arenberg-Meppen. Arenberg-Meppen aveva un'area di 2,195 km² e una popolazione di 56.700 abitanti. Il Principato di Recklinghausen, in Prussia, aveva un'area di 780 km² e una popolazione di 64.700 abitanti (senza contare i domini di Dülmen, 
già dei Croÿ). 
Anche dopo la dissoluzione del ducato, la famiglia mantenne il titolo di principi e duchi di Arenberg. La casata discendeva dal Casato di Ligne.
La Foresta di Arenberg collocata a nord-est della Francia, ed è diventata famosa per essere il luogo ove viene ospitata periodicamente la corsa Parigi-Roubaix